# ブックメーカー方式
ブックメーカー方式（ブックメーカーほうしき）とは、賭博において配当を決定するための方式の一つである。

## 概説
ブックメーカー方式では、賭ける時点ですでにブックメーカーの設定した配当率が発表されている。その配当に価値を見出した客は、その時点において購入する。ブックメーカーによって配当は異なるため、客は自分にとって有利であると判断したブックメーカーと勝負をすることになる。
配当は状況の変化などによって後に変更されることがあるが、その後レースなどで自分の予想が的中すると購入時点での配当率で計算された配当を受け取ることができる。通常、ブックメーカー方式では対象が出走を見合わせたりレース中止となった場合でも、「ハズレ」と見なされ、参加者には返還されることはない。